# Gravesend (Regno Unito)
Gravesend è comune e città di mercato di 56 000 abitanti nell'estuario del Tamigi della contea del Kent in Inghilterra.

## Amministrazione

### Gemellaggi
- Cambrai
- Neumünster
- Chesterfield